# بحران

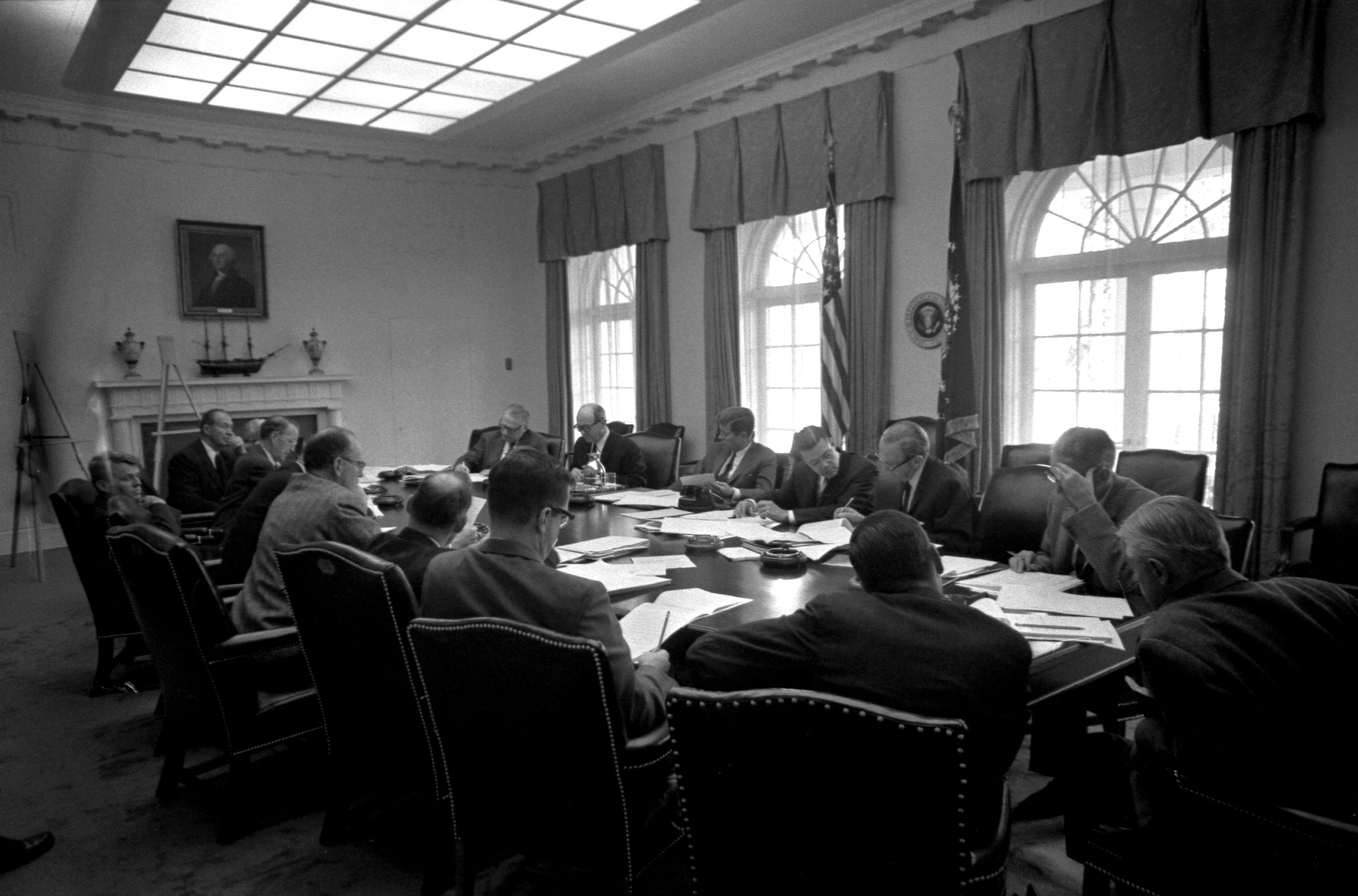
بحران موشکی کوبا میان ایالات متحده و شوروی بر سر موشک‌های شوروی در کوبا

بُحران، پیشامدی است که به صورت ناگهانی و گاهی فزاینده رخ می‌دهد و به وضعیتی خطرناک و ناپایدار برای فرد، گروه یا جامعه می‌انجامد. بحران باعث به وجود آمدن شرایطی می‌شود که برای برطرف کردن آن، نیاز به اقدامات اساسی و فوق‌العاده است.بحران به یک وضعیت ناگهانی و شدید که می‌تواند بر زندگی، سلامتی، اقتصاد، یا محیط زیست تأثیر بگذارد، اشاره دارد. بحران‌ها بر حسب نوع و شدت متفاوتند. بحران یک فشارزایی بزرگ و ویژه است که باعث در هم شکسته شدن انگاره‌های متعارف و واکنش‌های گسترده می‌شود و آسیب‌ها، تهدیدها، خطرها و نیازهای تازه‌ای به وجود می‌آورد.

## واژه

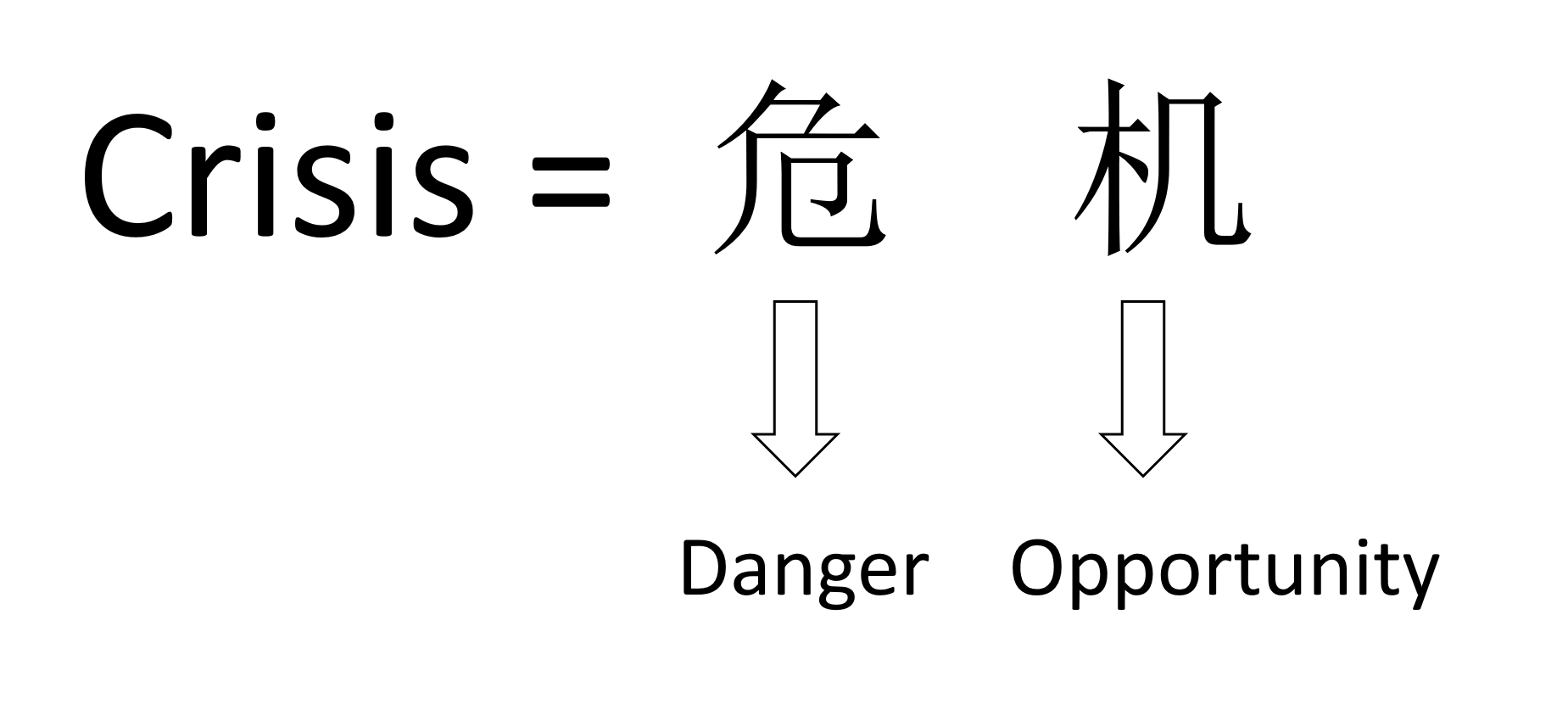
واژه بحران در زبان چینی

واژه‌ی چینی معادل بحران، تصویر بهتری از مؤلفه‌های سازنده آن را نشان می‌دهد. واژه‌ی بحران در زبان چینی، از همان حروفی تشکیل شده‌است که «خطر» و «فرصت» را شکل داده‌اند. بحران همانطور که نشانگر یک مانع، آسیب، ضایعه یا تهدید است؛ نشانگر فرصت برای رشد یا افول نیز می‌باشد.

## ویژگی‌های بحران
- معمولاً غیرقابل پیش‌بینی است (یعنی نمی‌توان پیش‌بینی کرد که کی و در کجا اتفاق می‌افتد) اما معمولاً غیرمنتظره نیست به جز بلایای طبیعی که باعث بحران می‌شود.
- بیشتر یک وضعیت اضطراری و آنی است تا یک حالت ماندگار
- پویا و متغیر است.

## بحران‌شناسی
بحران‌شناسی بخش مهمی از فرایند مدیریت بحران و پژوهش‌های مربوط به آن را تشکیل می‌دهد. شناخت هر چه دقیق تر بحران، هم چون هر حوزه‌ی مدیریتی دیگری، به کنترل و هدایت هرچه مؤثرتر آن کمک کرده و مدیران بحران می‌توانند با تفکیک تفصیلی مسئله پیش رو، آن را مدیریت‌پذیر گردانند.

## انواع بحران
تنوع در پدیده‌هایی که بحران خوانده می‌شوند،هنوز کمتر از تنوع‌هایی است که از این واژه ارائه شده‌اند. بعضی از دسته‌بندی‌های بحران‌ها به صورت زیر است:
- بحران شخصی
- بحران اجتماعی
- بحران اقتصادی
- بحران سیاسی
- بحران بین‌المللی
- بحران زیست‌محیطی

## مدیریت بحران و مطالعات تاریخی

بحران گروگان‌گیری ایران

ممکن است این سؤال به وجود بیاید که در قرن بیست و یکم و با برخورداری از آخرین پیشرفت‌های فناوری در زمینه مقابله با حوادث غیرمترقبه، از جمله روش‌های مدرن ارتباطات و فوریت‌های پزشکی و مداوای مجروحین، چه نیازی به مطالعه تاریخ حوادث وجود دارد. به عبارت دیگر مطالعه پیشینه‌ی مقابله با این حوادث، چه کمکی به افزایش توانمندی مدیران بحران در زمان ما می‌کند. پاسخ به پرسش فوق را می‌توان به صورت زیر خلاصه نمود:
- تلقی عمومی از نهادها، فرایندها و سیستم‌ها به گونه‌ای است که گویی آن‌ها به یک‌باره و خلق‌الساعه به وجود آمده‌اند، در حالی‌که آن‌ها در طول زمان و متأثر از عوامل عدیده‌ای توسعه یافته‌اند و حاصل و برآیند تقابل میان وضیعت ایده‌آل و واقعیت‌های سیاسی و اقتصادی هستند که در طول زمان تغییر می‌یابند. درک این‌که یک نهاد چگونه ایجاد شد و چرا این‌گونه عمل می‌کند کمک بزرگی برای آینده است.
- حوادث تاریخی به ما یادآوری می‌کند که چه اتفاقاتی ممکن است در آینده رخ دهد. بلایا و حوادثی که در گذشته رخ داده راهنمای ارزشمندی برای طراحان و برنامه‌ریزان در مرحله تجزیه و تحلیل مخاطرات می‌باشد.
- حوادث تاریخی بیانگر مخاطراتی هستند که قابل پیش‌بینی است و از برنامه‌ریزان و طراحان انتظار می‌رود مخاطراتی را که اثرات ژرفی برجامعه و مردم می‌گذارد شناسایی کرده و برای آن‌ها برنامه‌ریزی کنند.
- حوادث تاریخی، نظرات بلندمدت و گسترده‌ای را از مخاطرات بالقوه به ما ارائه می‌دهد. مردم به‌طور طبیعی به مسائل کوتاه‌مدت توجه دارند در حالی‌که با بررسی سریع سوانح تاریخی به ویژه مخاطرات زمین‌شناسی افق دید وسیع‌تری می‌یابند.
- حوادث تاریخی نمایان‌گر تأثیرات اجتماعی سوانح است. در حالی‌که اکثر مردم به سوانح به صورت نیازهای فوری و مقابله و پاسخ به تبعات آن می‌نگرند وظیفه یک مدیر حوادث اضطراری بررسی نیازهای بلندمدت و اعاده شرایط عادی جامعه است.
- مطالعه تاریخ به ما می‌آموزد که چه حوادثی می‌تواند سریعاً منجر به بلایا و فجایع بزرگ گردند. این‌گونه حوادث منجر به یک رشته واکنش‌ها و زنجیره حوادث بزرگتری می‌گردد که سریعاً مناطق وسیع‌تری را که در ابتدا از این حوادث متأثر نگردیده بودند به کام خود می‌بلعد.[۵]

## مدیریت بحران
فرایند پیش‌بینی و پیش‌گیری از وقوع بحران، برخورد و مداخله در بحران و سالم‌سازی بعد از وقوع بحران را مدیریت بحران  می‌گویند. مدیریت بحران، علمی کاربردی است که به وسیله مشاهده سیستماتیک بحران‌ها و تجزیه و تحلیل آن‌ها، در جستجوی یافتن ابزاری است که به وسیله‌ی آن، بتوان از بروز بحران‌ها، پیش‌گیری کرد یا در صورت بروز بحران، به منظور کاهش اثرات و بهبود اوضاع، سریعتر امدادرسانی کرد .